# Lustrochernes
Genre
Synonymes
- Pelorus C. L. Koch, 1843 nec Montfort, 1808

Lustrochernes est un genre de pseudoscorpions de la famille des Chernetidae.

## Distribution
Les espèces de ce genre se rencontrent en Amérique.

## Liste des espèces
Selon Pseudoscorpions of the World (version 3.0) :
- Lustrochernes acuminatus (Simon, 1878)
- Lustrochernes andinus Beier, 1959
- Lustrochernes argentinus (Thorell, 1877)
- Lustrochernes ariditatis (Chamberlin, 1923)
- Lustrochernes brasiliensis (Daday, 1889)
- Lustrochernes caecus Beier, 1953
- Lustrochernes carolinensis Muchmore, 1991
- Lustrochernes concinnus Hoff, 1947
- Lustrochernes consocius (R. V. Chamberlin, 1925)
- Lustrochernes crassimanus Beier, 1933
- Lustrochernes dominicus Hoff, 1944
- Lustrochernes granulosus Beier, 1977
- Lustrochernes grossus (Banks, 1893)
- Lustrochernes intermedius (Balzan, 1892)
- Lustrochernes mauriesi Heurtault & Rebière, 1983
- Lustrochernes minor Chamberlin, 1938
- Lustrochernes nitidus (Ellingsen, 1902)
- Lustrochernes ovatus (Balzan, 1892)
- Lustrochernes propinquus Beier, 1932
- Lustrochernes reimoseri Beier, 1932
- Lustrochernes rufimanus (C. L. Koch, 1843)
- Lustrochernes schultzei Beier, 1933
- Lustrochernes silvestrii Beier, 1932
- Lustrochernes similis (Balzan, 1892)
- Lustrochernes subovatus (With, 1908)
- Lustrochernes surinamus Beier, 1932
- Lustrochernes viniai Dumitresco & Orghidan, 1977

## Publication originale
- Beier, 1932 : Zur Kenntnis der Lamprochernetinae (Pseudoscorp.). Zoologischer Anzeiger, vol. 97, p. 258-267.